# Anica Kufeld
Anica Kufeld (* 11. Januar 1979) ist eine ehemalige deutsche Basketballspielerin.

## Laufbahn
Kufeld wechselte aus Magdeburg zum BC Wolfenbüttel, für den sie ab 2002 in der 1. Damen-Basketball-Bundesliga spielte. Die 1,74 Meter messende Aufbauspielerin Nach dem Abstieg in die zweite Liga kehrte Kufeld, die als gute Dreipunktschützin bekannt war, mit Wolfenbüttel 2005 in die Bundesliga zurück, stieg aber umgehend wieder ab. 2008 gelang der abermalige Aufstieg, die Saison 2008/09 wurde Kufelds letzte im „Oberhaus“. Teilweise fungierte sie in Wolfenbüttel als Spielführerin.